# Corallus hortulanus
Corallus hortulanus (boa arborícola amazónica o cascabel dormillon) es una especie de boa no venenosa localizada en Sudamérica, sin subespecies actualmente reconocidas. Esta especie figura en la lista de Preocupación Menor sobre la base de la distribución muy grande, la población relativamente grande, la falta de amenazas generalizadas y la presencia en numerosas áreas protegidas.

## Descripción
Los ejemplares adultos alcanzan una media de 1,5 a 2 metros de longitud, siendo las hembras generalmente más largas y pesadas. Al igual que la mayor parte de las serpientes arborícolas su cuerpo es muy delgado y liviano, para facilitarle el desplazamiento sobre las ramas de los árboles.
Como todos los representantes de su género tiene dientes de gran tamaño en relación con su cuerpo; de hecho la especie Corallus caninus tiene los dientes proporcionalmente más largos de todas las serpientes. Muchos sugieren que esto se debe a que suelen alimentarse de aves, y los dientes largos le permiten atravesar su plumaje para así poder sujetarlas mejor al momento de cazarlas y engüllirlas.
Esta especie exhibe una infinita variedad de patrones y colores, tanto en su estado silvestre como en ejemplares criados en cautiverio. La coloración básica puede ser cualquier tono de negro, marrón o gris, junto con pinceladas de rojo, naranja, amarillo, o algún color intermedio. Algunas carecen totalmente de patrón, pero otras pueden ser moteadas, bandeadas, ensilladas con formas romboidales. Algunos individuos rojos tienen patrones amarillos, y algunos amarillos tienen patrones rojos o naranjas. Generalmente tiene dos fases de coloración que son heredadas genéticamente, pero no son ontogénicas como ocurre con la boa arborícola esmeralda, C. Caninus o la pitón verde arborícola, Morelia viridis. La fase "Garden" o "de jardin" se refiere a boas de coloración monótona, mayoritariamente amarronada u oliva, con patrones variados, mientras que la "fase colorida" se refiere a individuos con combinaciones de color de rojo, amarillo y naranja, con o sin patrones de manchas.

## Distribución geográfica
Esta especie se encuentra principalmente en Sudamérica. Al sur de Colombia, este de los Andes, Venezuela, Guayana, Surinam, la Guayana Francesa, la Amazonia brasileña, Ecuador, Perú y Bolivia. Normalmente se encuentra por debajo de los 300 metros de altura.

## Comportamiento
El temperamento depende del individuo, alguno ejemplares nacidos en cautiverio se muestran sumamente pacíficos; sin embargo, en la mayoría de los casos suelen ser agresivas, al igual que todos los miembros del género Corallus.

## Hábitat y ecología
Esta especie tiene uno de los nichos ecológicos más amplios de cualquier serpiente amazónica. Esta serpiente arbórea habita en el bosque húmedo inferior y el bosque inundado de la Amazonía, así como en los bosques de galería, y puede ocurrir en áreas perturbadas e incluso en casas ubicadas al lado de parches forestales. Se alimenta principalmente de mamíferos (incluidos roedores y murciélagos) y aves.

## Amenazas y conservación
Pueden existir amenazas localizadas (como la deforestación y la persecución porque la especie parece una víbora), pero a gran escala no se conocen amenazas importantes. La especie requiere que los árboles persistan, por lo que la deforestación completa eliminará la especie. Esta especie se utiliza en el comercio de mascotas.
Actualmente, esta especie tiene una preocupación de conservación relativamente baja y no requiere una protección adicional significativa o un manejo o monitoreo importante. Ocurre en numerosas áreas protegidas. Está incluido en el Apéndice II de la CITES.